# داريل س. ريتشاردسون
داريل س. ريتشاردسون (بالإنجليزية: Darrell C. Richardson)‏ هو كاتب أمريكي، ولد في 17 مايو 1918 في باكستر سبرينغز في الولايات المتحدة، وتوفي في 19 سبتمبر 2006 في ممفيس في الولايات المتحدة.